# Bojan Djordjic
Bojan Djordjic (en serbe cyrillique : Бојан Ђорђић, forme latinisée : Bojan Đorđić) est un footballeur suédois, né le 6 février 1982 à Belgrade, en Serbie.

## Biographie
Libre de tout contrat à la suite de la résiliation de son contrat avec le club anglais de Plymouth, il s'engage avec l'AIK Solna en novembre 2007. Il évolue au Videoton FC pour la saison 2010-2011.
Un an plus tard, le 28 juin 2011, il signe pour deux saisons au club anglais de Blackpool. Mais, en six mois, il ne joue pas le moindre match et ne bénéficie pas de la confiance de son entraîneur Ian Holloway. Pour cette raison, il obtient la résiliation de son contrat en janvier 2012.

## Palmarès
Manchester United
- Champion d'Angleterre (1) : 2001

 Étoile Rouge de Belgrade
- Champion de Serbie (1) : 2004
- Vainqueur de la Coupe de Serbie (1) : 2004

 Rangers FC
- Champion d'Écosse (1) : 2005
- Vainqueur de la Coupe de la Ligue d'Écosse (1) : 2005

 AIK Solna
- Champion de Suède (1) : 2009
- Vainqueur de la Coupe de Suède (1) : 2009
- Vainqueur de la Supercoupe de Suède (1) : 2010